# Plebejus apenninogenita
Plebejus apenninogenita är en fjärilsart som beskrevs av Ruggero Verity 1921. Plebejus apenninogenita ingår i släktet Plebejus och familjen juvelvingar. Inga underarter finns listade i Catalogue of Life.